# Lithophaga
Lithophaga è un genere di molluschi bivalvi di medie dimensioni della famiglia Mytilidae. Alcuni dei più antichi gusci fossili di Lithophaga sono stati rinvenuti in alcune rocce risalenti al mesozoico delle Alpi e dell'isola di Vancouver.
Hanno la capacità di penetrare nella pietra o nella roccia corallina con l'aiuto delle secrezioni di ghiandole speciali da qui il nome che significa mangiatore di pietre.

## Specie
- Lithophaga antillarum (d'Orbigny, 1842)
- Lithophaga aristata (Dillwyn, 1817)
- Lithophaga attenuata (Deshayes, 1836)
- Lithophaga bisulcata (d'Orbigny, 1842)
- Lithophaga lithophaga Linnaeus, 1758 - dattero di mare
- Lithophaga nigra (d'Orbigny, 1842)
- Lithophaga plumula (Hanley, 1844)
- Lithophaga rogersi S. S. Berry, 1957